# Yorkshire Dales

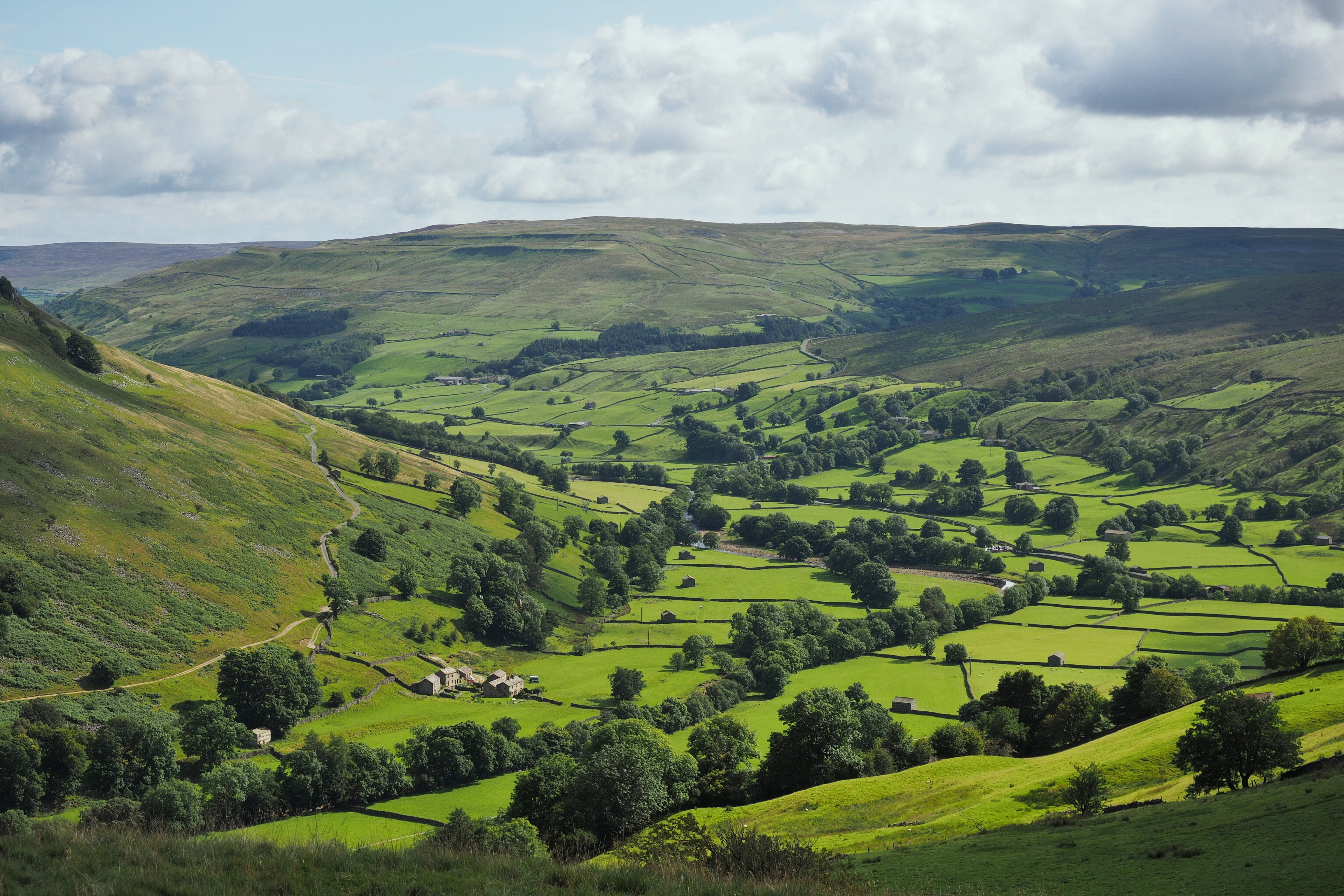
Valle di Swaledale

Le Yorkshire Dales (o semplicemente "The Dales") sono una zona collinare dei Pennines sita nel nord dell'Inghilterra, nella contea storica dello Yorkshire, in gran parte compresa all'interno del parco nazionale delle Yorkshire Dales creato nel 1954.
L'area delle Dales comprende le valli fluviali e le colline dalla valle di York verso ovest fino alle sommità collinari dello spartiacque dei monti Pennini. Nelle Ribblesdale, Dentdale e Garsdale si estende verso ovest oltre lo spartiacque, ma il grosso delle strisce pianeggianti procede verso oriente in direzione della valle di York, terminando nei pressi dei fiumi Ouse e Humber.
Davvero diffuse risultano le grotte calcaree, le quali rendono The Dales una delle principali zone speleologiche visitabili nell'intero Regno Unito.

## Etimologia
La parola dale, come anche dell, deriva dall'inglese antico dæl. Ha affinità con i termini nordici-germanici per valle (dal, tal) e compare nei nomi delle valli dello Yorkshire e dell'Inghilterra del Nord. La particolare diffusione del termine in questa area può essere legato all'occupazione dell'area al tempo dei Danelaw.
Gran parte delle dales prende il nome dal corso d'acqua che le percorre, sia esso un fiume o un torrente (ad esempio l'Arkengarthdale, formata dal ruscello Arkle). L'eccezione più nota è rappresentata dalla Wensleydale, che prende il nome dalla cittadina di Wensley anziché dal fiume Ure che la percorre, benché in passato fosse chiamata Yoredale. Tutte le valli fluviali dello Yorkshire sono chiamate "(nome del fiume)+dale", ma soltanto le valli più settentrionali (e solo nei tratti superiori, più rurali) sono incluse nel termine "The (Yorkshire) Dales".

## Geografia
Le Yorkshire Dales si estendono verso nord dalle città di Settle, Skipton, Ilkley ed Harrogate nel North Yorkshire, fino al confine meridionale a Wharfedale ed Airedale. I tratti inferiori di queste valli non sono solitamente inclusi nelle Dales, e Calderdale, molto più a sud, non ne fa parte nonostante sia essa stessa una dale, sia nello Yorkshire ed il tratto superiore della valle sia molto simile a quelle più settentrionali. La maggior parte delle dales meridionali più grandi, come Ribblesdale, Malhamdale ed Airedale, Wharfedale e Nidderdale, corrono quasi parallelamente da nord a sud. Le valli più settentrionali come Wensleydale e Swaledale, invece, corrono generalmente da ovest verso est. Ci sono molte altre dales più piccole o più sconosciute, come Arkengarthdale, Bishopdale, Clapdale, Coverdale, Kingsdale, Littondale, Langstrothdale, Raydale, Waldendale e la Washburn Valley, i cui corsi d'acqua tributari finiscono nelle valli maggiori, e Barbondale, Dentdale, Deepdale and Garsdale, che invece confluiscono nel fiume Lune.
Il paesaggio caratteristico delle Dales è costituito da prati verdi, separati da muri a secco e pascolati da ovini e bovini. Molte aree a maggiore altitudine sono costituite da brughiera di erica, usata per la caccia alla pernice bianca scozzese che si apre tradizionalmente il 12 agosto ("the Glorious Twelfth").

## Cultura

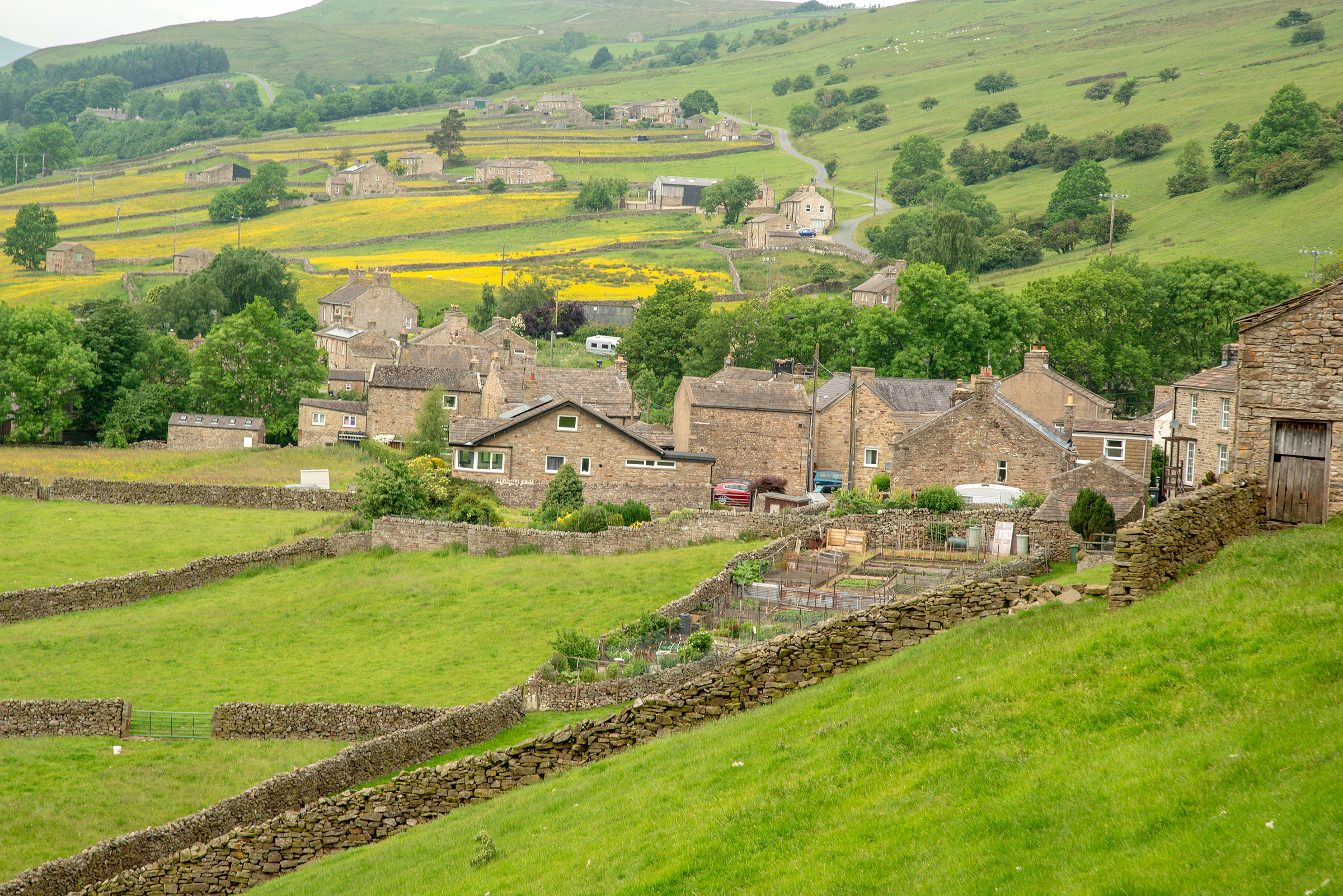
Villaggio tipico della zona coltivata delle Yorkshire Dales

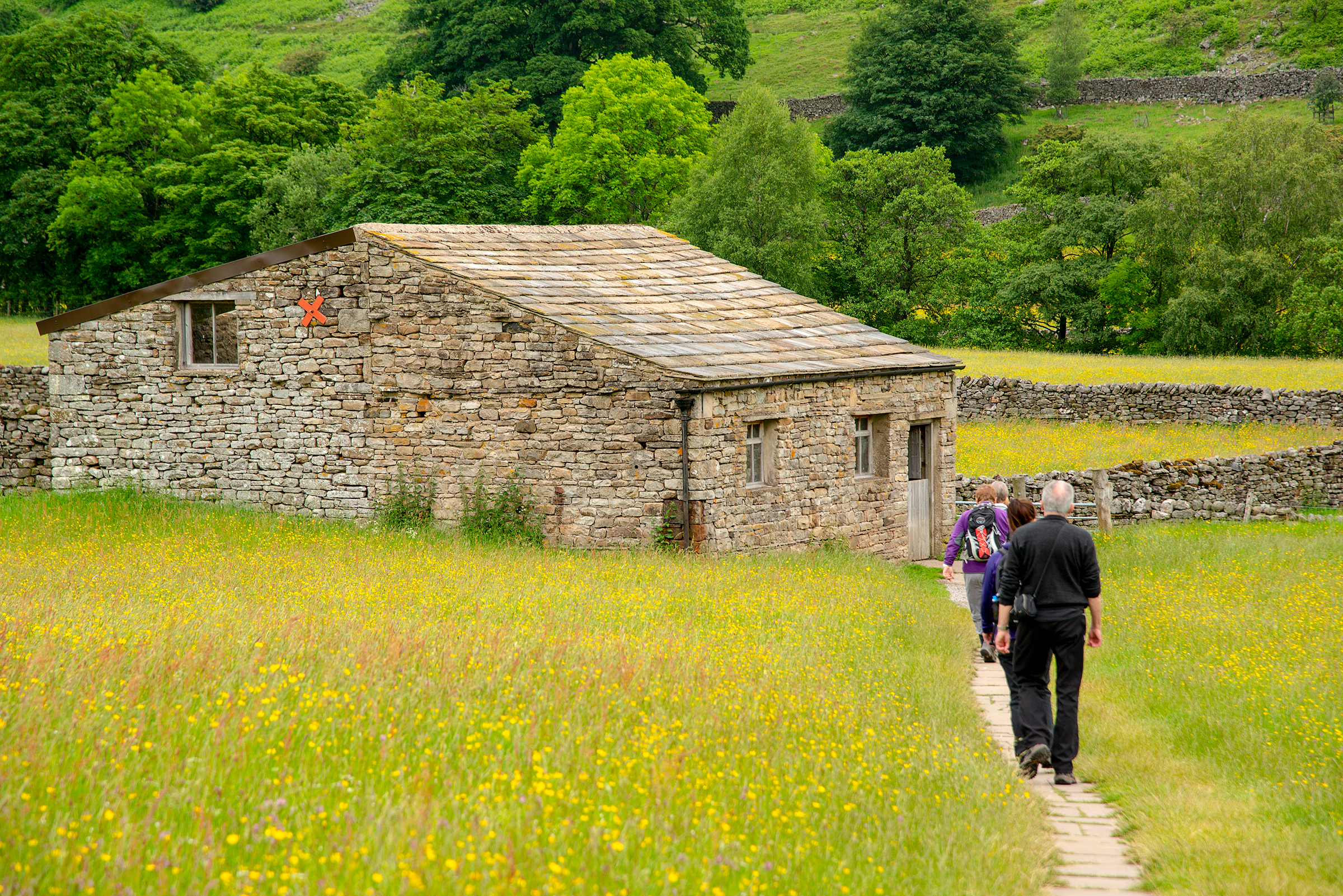
Un gruppo di turisti si avvicina a un fienile a Muker

Gran parte dell'area rurale è utilizzata per scopi agricoli, con residenti che vivono in piccoli borghi e frazioni o in fattorie. Sono rimasti chilometri di muri a secco e gran parte dell'architettura tradizionale, compresi alcuni fienili da campo, sebbene molti non siano più in uso attivo. L'allevamento di pecore e di bovini rimangono comuni, ma per integrare i propri redditi, molti agricoltori si sono diversificati, fornendo talvolta alloggi per i turisti. Ogni anno si tengono inoltre numerose fiere agricole.
L'estrazione del piombo risultava comune a ridosso delle valli nel XIX secolo, in particolare tra il 1821 e il 1861, e si possono ancora trovare alcuni resti industriali, come le case dei minatori di Grassington. Alcuni vecchi siti minerari sono gestiti dall'ente Historic England: tra questi, il Grassington Moor Lead Mining Trail, per via delle sue numerose strutture rimanenti, ha ricevuto finanziamenti da una varietà di fonti. L'autorità del parco nazionale delle Yorkshire Dales mette a disposizione un'app per dispositivi mobili per coloro che desiderano esplorare e approfondire le conoscenze sulle aree rilevanti.

## Turismo

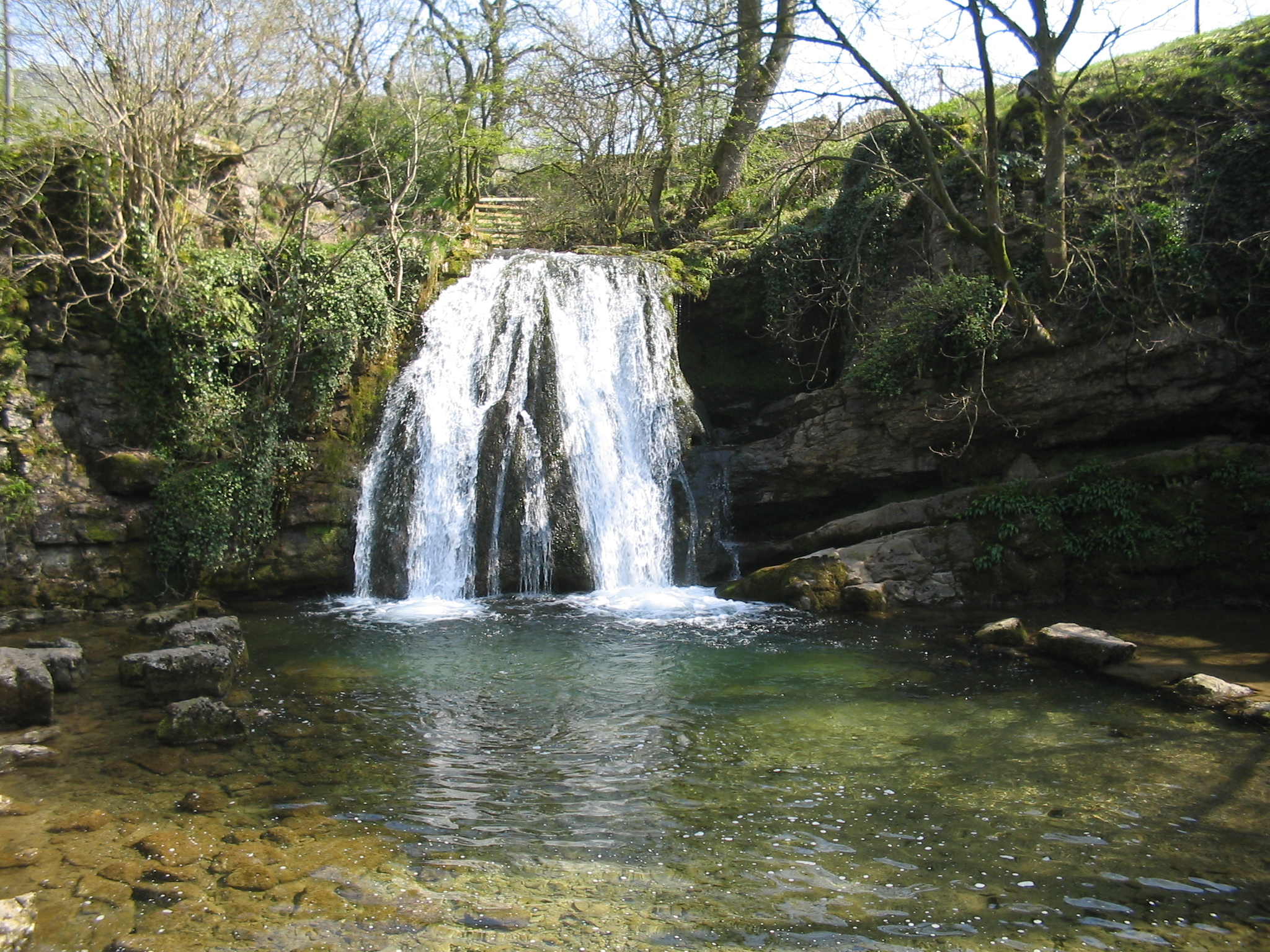
Janet's Foss, vicino a Malham

In una zona prevalentemente agricola, il turismo ha finito per apportare un importante contributo all'economia. Nel 2016, si registravano 3,8 milioni di visite nel parco nazionale delle Yorkshire Dales, di cui 0,48 milioni avevano soggiornato almeno una notte. L'autorità del parco stima che in termini di denaro siano circolati 252 milioni di sterline nell'economia locale, con il risultato che 3.583 posti di lavoro a tempo pieno potevano essere disponibili. La più ampia area dello Yorkshire Dales riceveva invece sempre nello stesso 9,7 milioni di visitatori, che facevano registrare un giro di affari pari a 644 milioni di sterline.

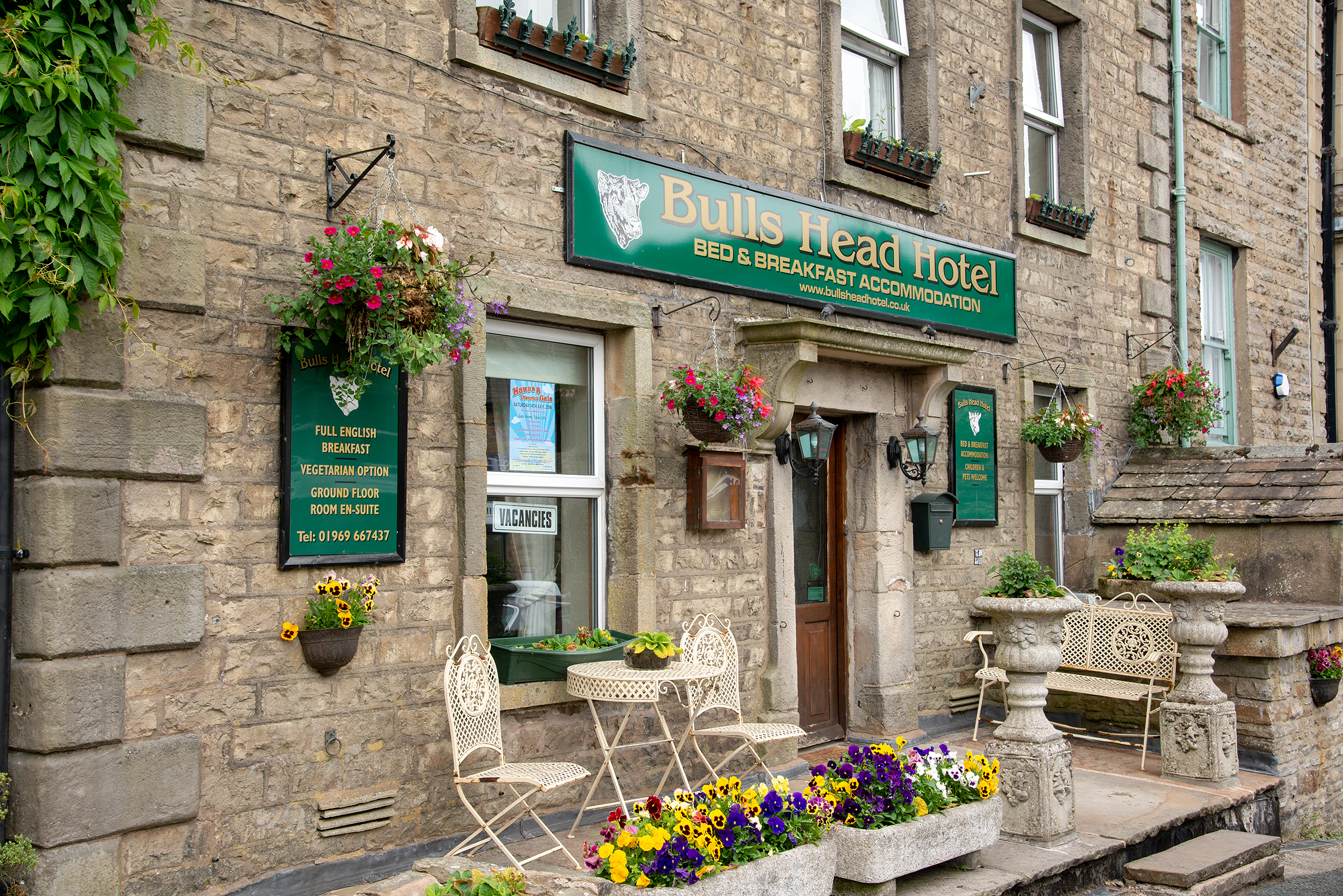
Un pub tradizionale con camere in affitto a Hawes, valli dello Yorkshire settentrionale

I visitatori sono spesso attratti dai sentieri escursionistici, compresi alcuni che conducono a caratteristiche cascate e dai pittoreschi borghi e piccoli centri urbani; nella lista si possono annoverare Kirkby Lonsdale (appena fuori dall'area), Hawes, Appletreewick, Masham, Clapham, Long Preston e Malham. La linea ferroviaria Settle-Carlisle, lunga circa 114 km, gestita da Network Rail, attraversa il parco nazionale anche per mezzo tunnel e viadotti, tra cui quello di Ribblehead.
Le attrazioni più votate secondo i viaggiatori che utilizzano il sito di Tripadvisor includono Aysgarth Falls, Malham Cove (aree pedonali panoramiche), Ingleborough (sentieri escursionistici) e Ribblehead Viaduct.
Il servizio DalesBus fornisce un servizio nelle Dales in alcuni giorni d'estate, "compreso il parco nazionale e l'area di straordinaria bellezza naturale di Nidderdale". Nella stagione calda, questi mezzi di trasporto integrano gli altri servizi che operano tutto l'anno nelle Dales.
Il turismo nella regione è diminuito a causa delle restrizioni rese necessarie dalla pandemia di COVID-19 nel 2020 e nel 2021. Si prevede che nel 2021 le visite possano aumentare a seguito della serie TV del 2020 All Creatures Great and Small, in gran parte filmata in loco. La prima stagione è andata in onda nel Regno Unito nel settembre 2020 e negli Stati Uniti all'inizio del 2021: secondo l'Examiner, le visite sui siti web dello Yorkshire erano aumentate in modo significativo già alla fine di settembre 2020. All'inizio del 2021, i siti web di Discover England, adoperavano ad esempio lo slogan Discover All Creatures Great and Small in Yorkshire, giocando sul titolo della serie.

## Geologia

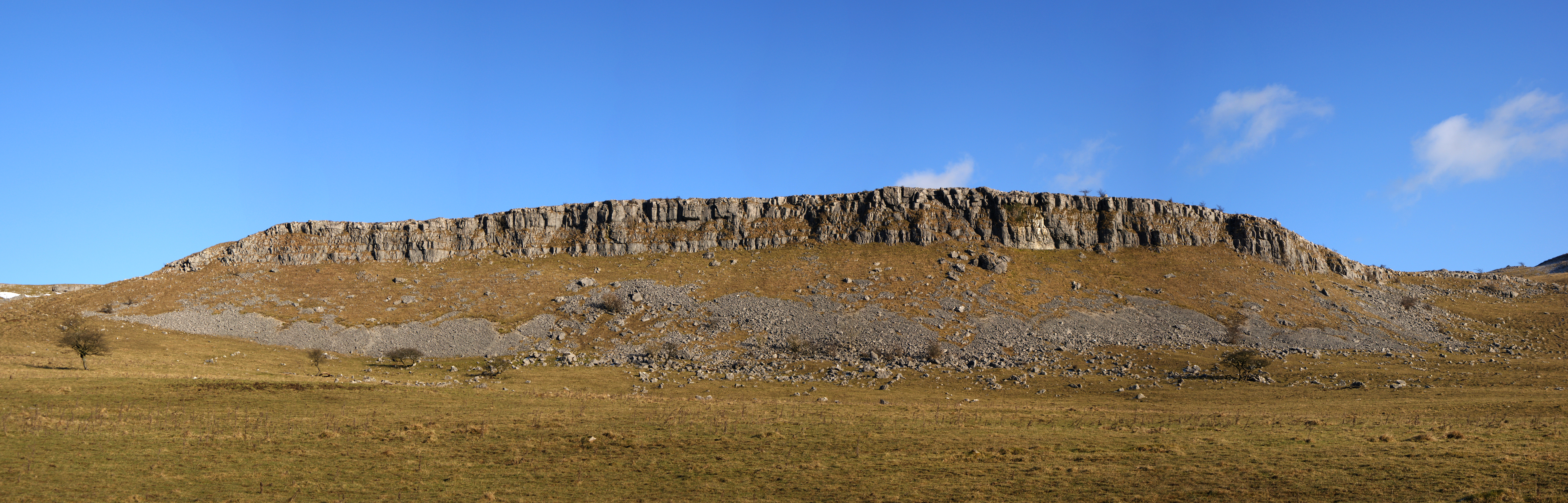
Le scogliere di calcare carbonifero sono una tipica conformazione geologica nelle Yorkshire Dales; quest'immagine panoramica mostra il lato occidentale delle Thwaites Scars viste da Long Lane

Le dales sono valli ad U ed a V di origine glaciale, formatesi prevalentemente nell'ultima era glaciale. La roccia sottostante è prevalentemente calcare carbonifero, che determina un'ampia area carsica, in alcune aree sovrapposto a shale ed arenaria e coperta da Millstone Grit, sebbene a nord-est del Dent Fault le colline sono formate da più antiche rocce siluriane edordoviciane.

### Il sistema di grotte

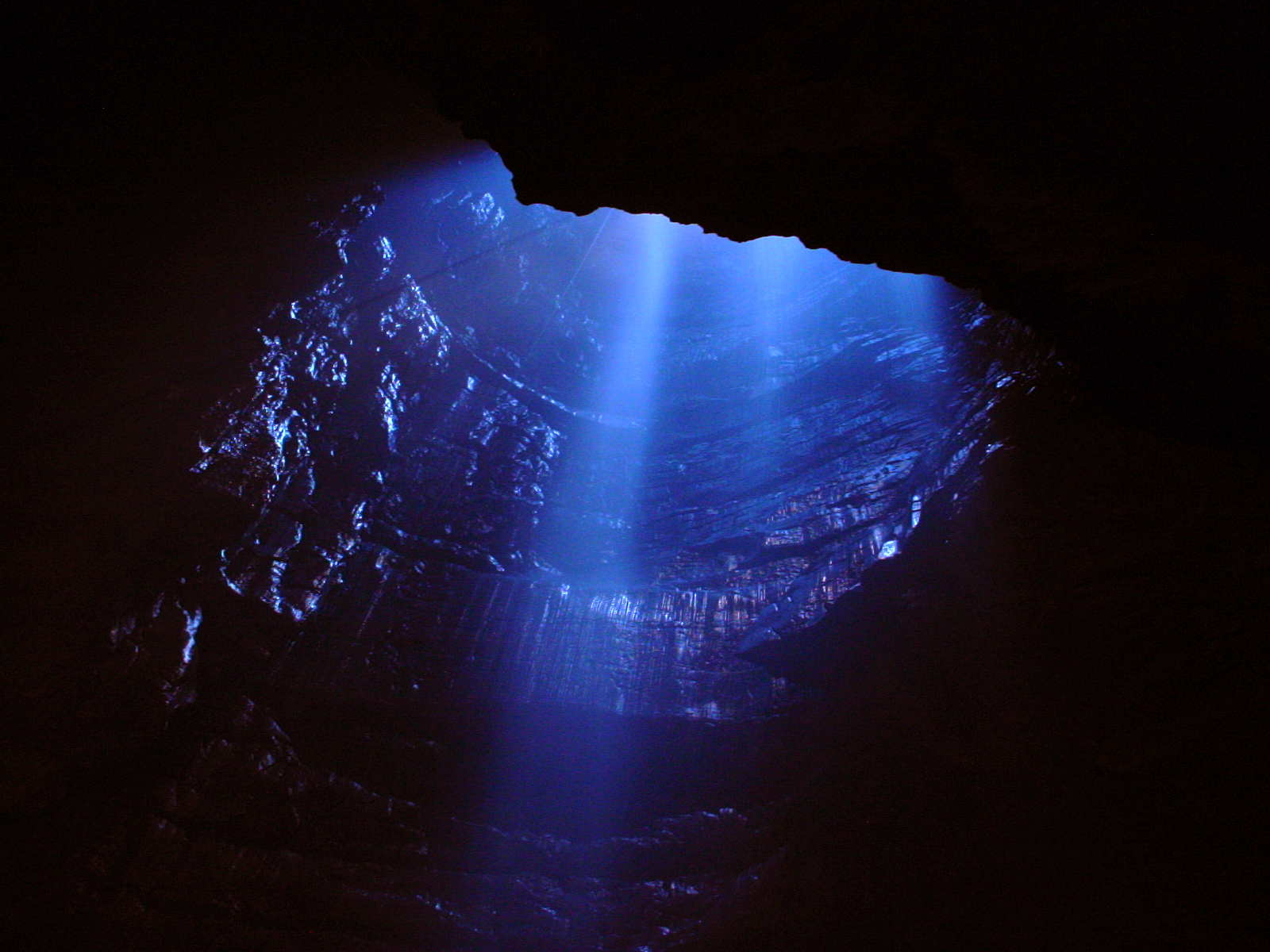
Gaping Gill

Il calcare sottostante in alcune parti delle Dales ha ampi sistemi di grotte, tra cui il sistema delle tre contee lungo 87 km, rendendolo una delle principali aree di interesse speleologico nel Regno Unito. Ad oggi, si contano oltre 2.500 anfratti, alcuni dei quali aperti al pubblico per visite guidate. I visitatori possono cimentarsi nella speleologia nelle affascinanti viscere di White Scar, Ingleborough o Stump Cross vicino a Greenhow.
I sistemi di grotte comprendono:
- Gaping Gill[38]
- Alum Pot[39]
- Grotte di Mossdale[40]
- Leck Fell[41]
- Easegill[42]
- Grotte di White Scar[43]
- Ingleborough[44]
- Grotte di Stump Cross vicino Pateley Bridge[45]
- Goyden System vicino Pateley Bridge[46]

## Galleria d'immagini

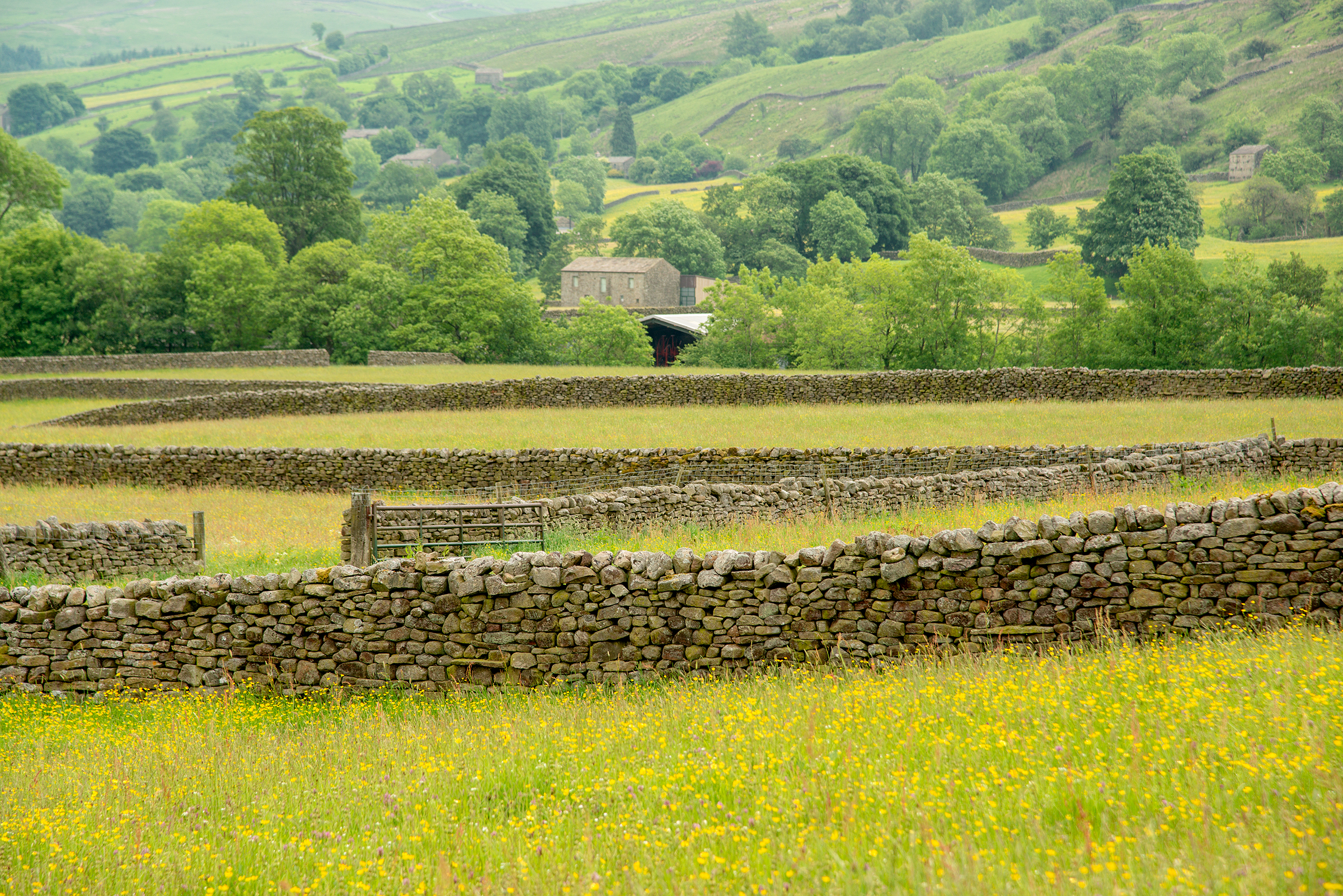
Recinti in pietra
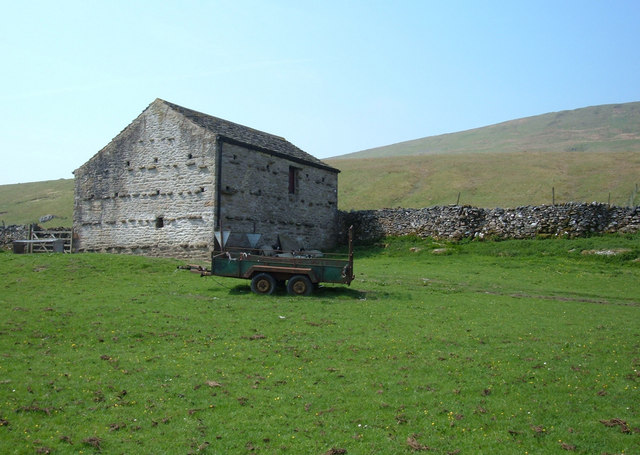
Un tipico granaio delle Dales, vicino a Selside
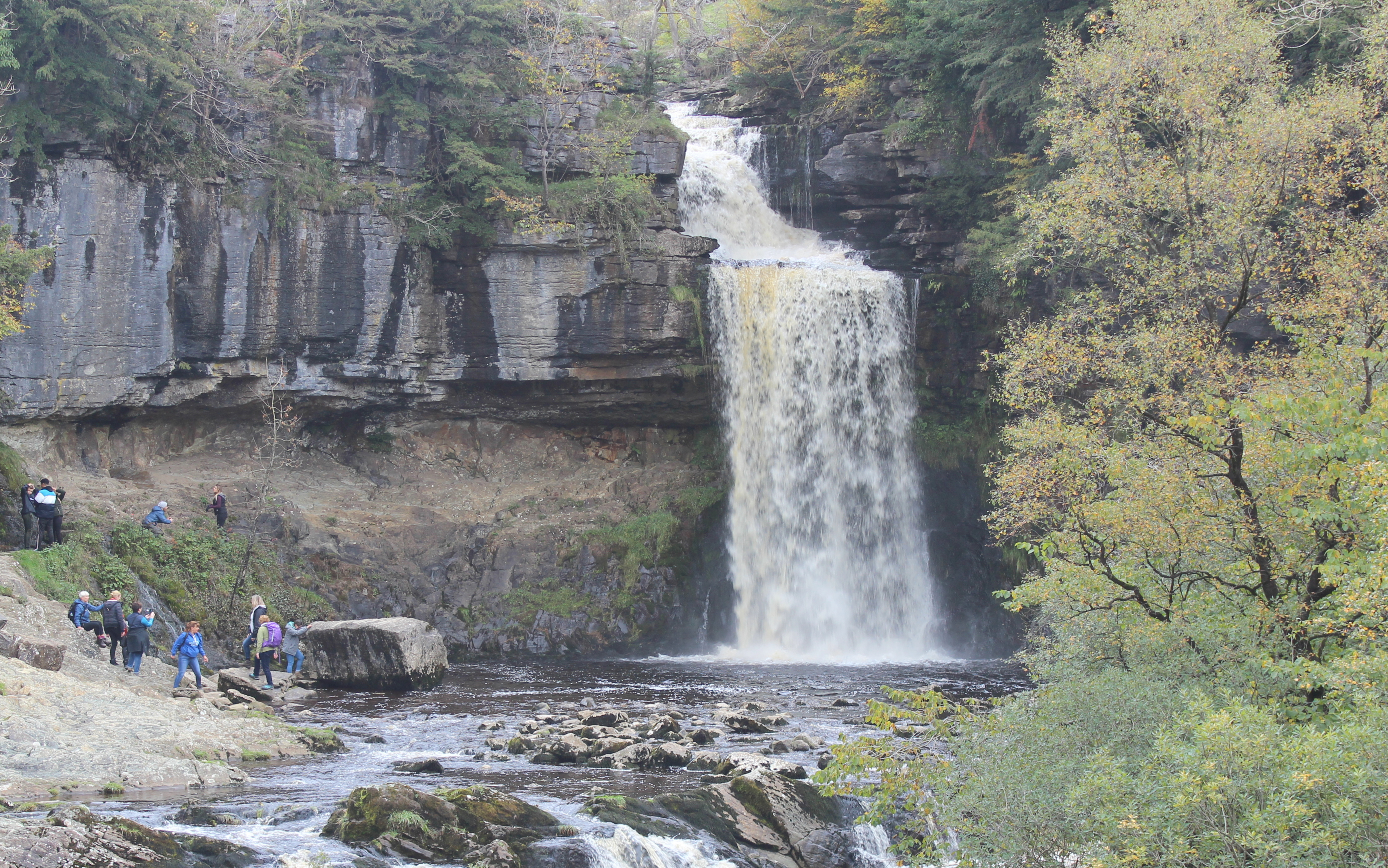
Thornton Force, una cascata di 14 metri sul fiume Twiss. Lo strato di calcare carbonifero appare chiaramente visibile
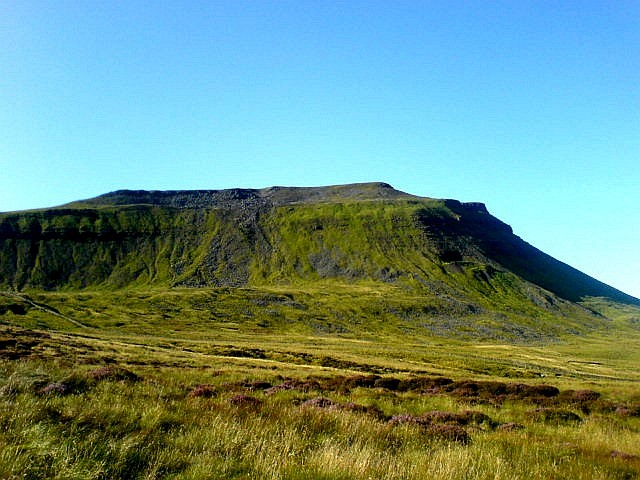
Ingleborough vista dalla torbiera sottostante